# Jorge Salvador Hernández Mollar
Jorge Salvador Hernández Mollar (Melilla, 3 de setembre de 1945, Malaga, 30 de Junio de 2025) era un advocat i polític espanyol, senador i diputat a Corts i al Parlament europeu. Es llicencià en dret a la Universitat Complutense de Madrid. Ingressà com a funcionari del Cos Tècnic de l'Institut Nacional de la Seguretat Social, del que n'ha estat habilitat de classes passives i cap de departament de l'INSS. També és vicepresident de l'Asociación de Estudios Melillenses.
Militant d'Alianza Popular, en fou secretari i president provincials i fou escollit senador per Melilla a les eleccions generals espanyoles de 1986. De 1986 a 1989 fou secretari segon de la Comissió de Defensa del Senat d'Espanya. Després fou elegit diputat del Partit Popular per Melilla a les eleccions generals espanyoles de 1989. De 1990 a 1993 fou vocal de la Comissió de Política Social i d'Ocupació del Congrés dels Diputats.
El 1993 no fou reescollit i fou president del Partit Popular de Melilla i membre de la Junta Directiva Nacional. El 1995 esdevingué diputat del Parlament Europeu i fou elegit diputat a les eleccions al Parlament Europeu de 1999. De 2002 a 2004 fou president de la Comissió de Llibertats i Drets dels Ciutadans, Justícia i Afers Interiors del Parlament Europeu, de 1997 a 2002 fou vicepresident de la Delegació per a les Relacions amb els Països del Magrib i la Unió del Magrib Àrab, i de 2002 a 2004 vicepresident de la Delegació per a les Relacions amb els Països del Màixriq i els Estats del Golf.